# Hydrocorynidae
Hydrocorynidae är en familj av nässeldjur. Hydrocorynidae ingår i ordningen Anthoathecata, klassen hydrozoer, fylumet nässeldjur och riket djur. Enligt Catalogue of Life omfattar familjen Hydrocorynidae 3 arter. 
Kladogram enligt Catalogue of Life:
| Hydrocorynidae | \| \| Hydrocoryne \| \| \| \| \| \| Samuraia \| \| \| \| |
|                | \| \| Hydrocoryne \| \| \| \| \| \| Samuraia \| \| \| \| |
|                | Hydrocoryne                                              |
|                |                                                          |
|                | Samuraia                                                 |
|                |                                                          |

## Bildgalleri

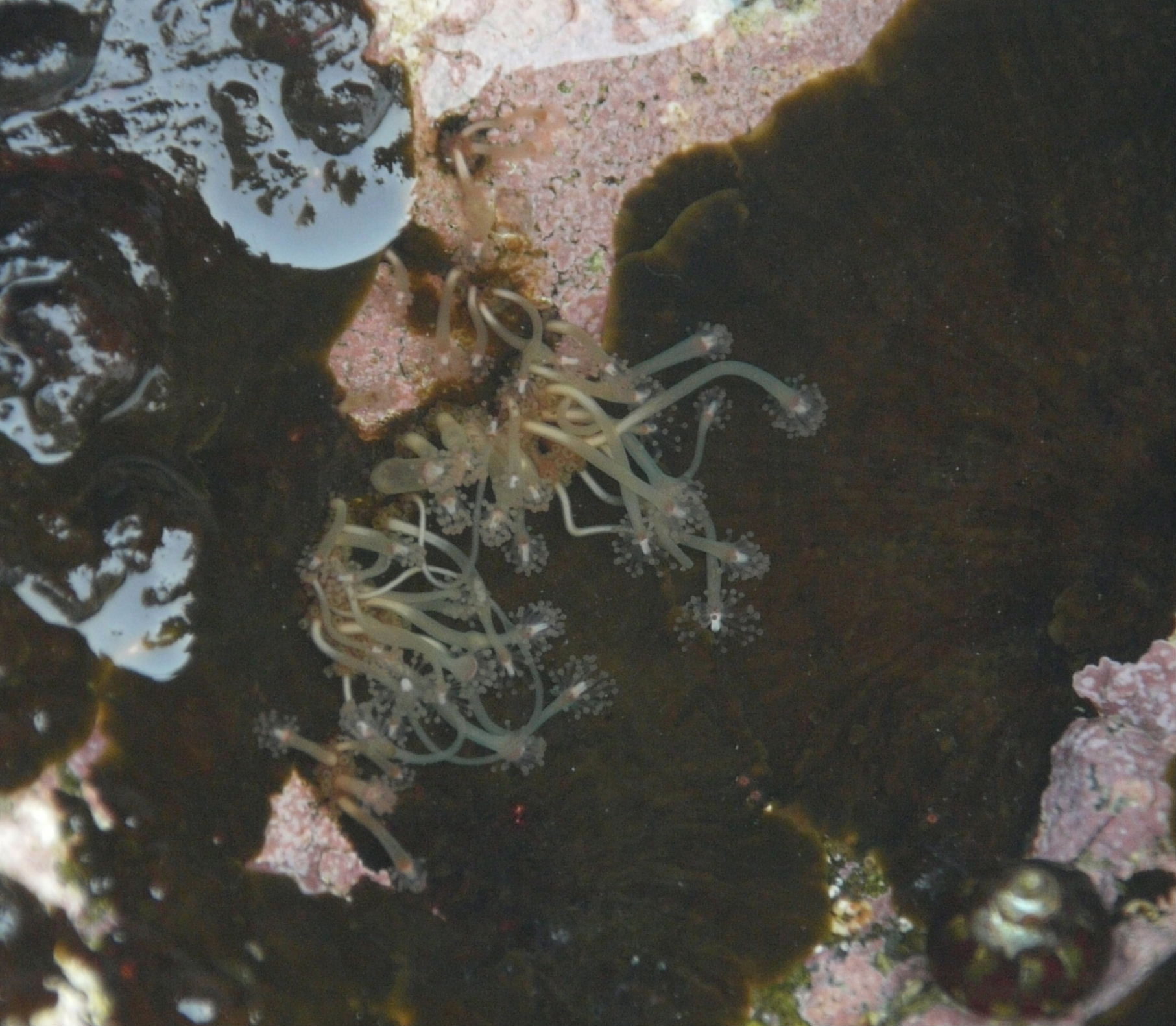
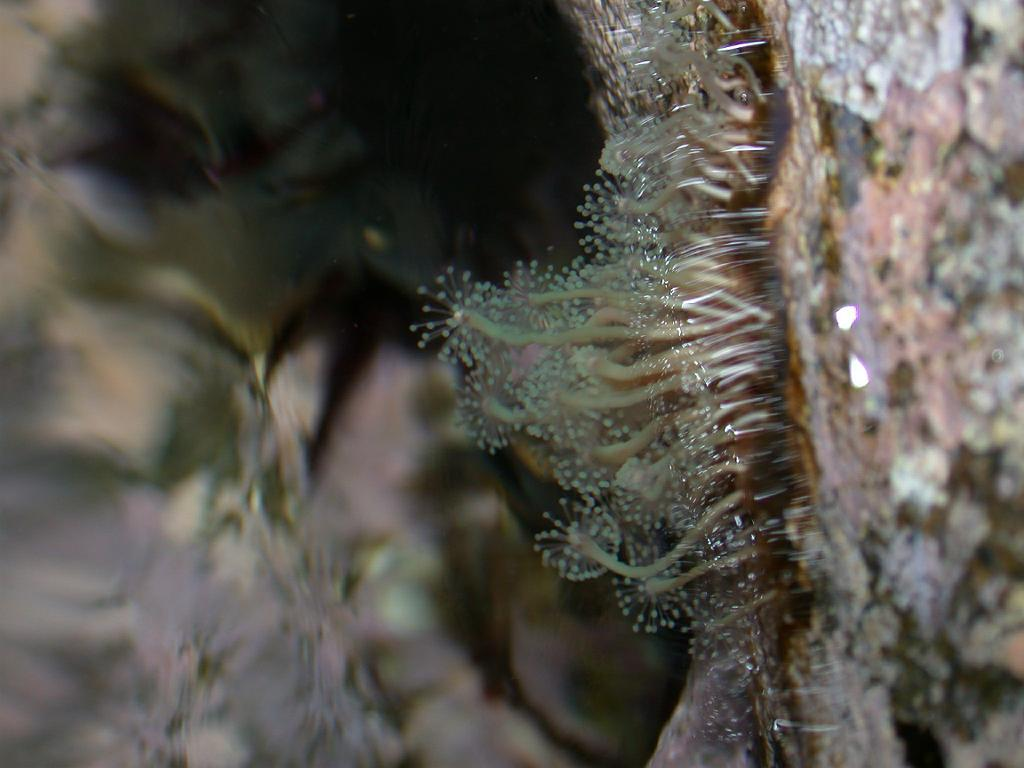